# Ophiosema jansei
Ophiosema jansei är en fjärilsart som beskrevs av Jean Romieux 1943. Ophiosema jansei ingår i släktet Ophiosema och familjen trågspinnare. Inga underarter finns listade i Catalogue of Life.